# با من ازدواج می‌کنی؟
با من ازدواج می‌کنی؟ (انگلیسی: Marry Me Now؛‏ کره‌ای: 같이 살래요) یک مجموعه تلویزیونی محصول کره جنوبی سال ۲۰۱۸ با بازی هان جی هه و لی سانگ وو است. این مجموعه از ۱۷ مارس تا ۹ سپتامبر ۲۰۱۸، روزهای شنبه و یکشنبه ساعت ۱۹:۵۵ (کی‌اس‌تی) از کی‌بی‌اس۲ پخش شد.

## بازیگران

### اصلی
- هان جی هه در نقش پارک یو ها[۵]
- لی سانگ وو در نقش جونگ اون ته[۶]
  - چوی سونگ هون در نقش جوانی جونگ اون ته
- یو دونگ گون در نقش پارک هیو سوب
  - یو این هیوک در نقش جوانی پارک هیو سوپ
- چانگ می هی در نقش لی می یون
  - جونگ چه یون در نقش جوانی لی می یون
- پارک سون یونگ در نقش پارک سون ها
- یو هه هیون در نقش پارک جه هیونگ
- کوم سه روک در نقش پارک هیون ها